# Benjamin Bonjour
Benjamin Bonjour (* 19. Oktober 1917 in Frenières-sur-Bex; † 27. Mai 2000 ebenda) war ein Schweizer Maler der Art brut.

## Leben
Benjamin Bonjour wurde in eine arme Familie hinein geboren. Sein Vater arbeitete in verschiedenen Fabriken, in der Forst- und Landwirtschaft und bis zu seinem Tod im Salzbergwerk Bex. Er wuchs unter schweren materiellen Bedingungen auf und erkrankte im Alter von 18 Jahren an Meningitis, deren Folgen ihn zeit seines Lebens zum Behinderten machten. Er bewegte sich ruckartig und es blieb ein geistiges Handikap. Nach dem Tod seiner Mutter lebte er unter der Obhut seines Bruders und nach dessen Tod unter der seiner zwei Schwestern. Mit diesen lebte er in einem kleinen Haus in Bex.
Benjamin Bonjour schlug sich als Hausierer durch und zog von Dorf zu Dorf, um Bedarfsartikel wie Fäden, Nadeln, Wolle, Schürzen an die Bauern zu verkaufen. Manchmal sang er für Kranke, um zusätzliches Geld zu verdienen.
Mitte der 1960er Jahre begann Benjamin Bonjour zu zeichnen, nachdem ihm ein Verwandter dazu geraten hatte, in der letztlich vergeblichen Hoffnung, dadurch die Zuckungen mildern zu können. Im Alter von 60 Jahren beendete Bonjour jegliche Erwerbstätigkeit, um sich nur noch dem Zeichnen und dem Gesang zu widmen. Er lebte sehr zurückgezogen; Spaziergänge und der Besuch der Gottesdienste waren seine einzige Abwechslung.

## Werk
Benjamin Bonjour fing im Alter von 50 Jahren an zu zeichnen, als man ihm zur Freizeitgestaltung Malbücher russischen Ursprungs gab. Diesen Heften entnahm Bonjour später einen Teil der monotonen Themen und Motive seiner Zeichnungen, wie Vögel, Blumen und Schirmmützen. Ebenso wird von dort der Einfluss der orthodoxen Architektur kommen, den man in seinen Zeichnungen von Kirchen oder Kirchenansammlungen häufig wiederfindet.
Benjamin Bonjour benutzte alle Malunterlagen, die er fand oder die man ihm überliess Altpapier, Kartonagen, Prospekte, Umschläge und Computerpapier sowie die ehemaligen Pläne der Autobahn. Er schätzte die Mittelformate und wenn das Papier zu gross war, führte er mehrere Zeichnungen nebeneinander oder untereinander aus, statt das Papier zu zerschneiden. Er benutzte auch Seiten des Kirchenkalenders oder die Blätter eines Wandkalenders, um Blumenreihen auf den glänzenden Oberflächen zu zeichnen. Er zögerte auch nicht, die fotografischen Illustrationen leidenschaftlich mit grellen Farben auszumalen.
In den ersten Jahren arbeitete Benjamin Bonjour bevorzugt mit Farbstiften, Wachsmalstiften und manchmal mit Kugelschreiber oder «néocolors». Später benutzte er Filzstifte, weil ihm einerseits die Handhabung des Bleistiftes wegen seines Zitterns zu mühselig wurde und andererseits seine jüngere Schwester ihm den Gebrauch von Pastellkreiden und «néocolors» wegen des, in ihren Augen, zu grossen entstehenden Schmutzes verbot. «Charakteristisch sind sein bewegter Strich, das repetierende Aneinanderreihen gleicher Motive und die intensive Farbigkeit seiner Arbeiten. Manche Blätter entsprechen mit ihren abstrakten Farbteppichen den Bildlösungen eines Paul Klee.» Er verschenkte seine Zeichnungen gerne, weil ihr Besitz keine grössere Bedeutung für ihn darstellte, nachdem sie einmal beendet waren.
Ausstellungen seiner Werke in der «Collection d’art brut» in Lausanne, im Open art museum in St. Gallen, in der Sammlung Aracine (jetzt im Lille Métropole Museum) oder im Musée de la Création Franche in Bègles hatten sowohl für ihn als auch für seine Schwestern keine Bedeutung. Alle drei zogen keinen Gewinn aus verschiedenen Veröffentlichungen, Postkarten oder Einladungskarten, welche die Werke von Benjamin Bonjours abbildeten.
Ein Jahr vor seinem Tod organisierte die Stadt Bex eine kleine Ausstellung und erwarb einige Werke von Benjamin Bonjour, was er der Freundschaft und dem Ansehen eines ehemaligen Syndikus und pensionierten Zeichenlehrers verdankte. Dies war die einzige offizielle Anerkennung seines Werkes durch seinen Heimatort. Bonjours Werke sind zudem im open art museum und in der Collection de l’Art Brut in Lausanne sowie in weiteren öffentlichen und privaten Sammlungen vertreten.

## Ausstellungen
- 2025: «A Walk on the Wild Side: Artworks from the Collection de l’Art Brut and Elsewhere». Power Station of Art, Shanghai (Gruppenausstellung)[2]
- 2022: «Lives et parcours de vie.» Collection de l’Art Brut, Lausanne (Gruppenausstellung)[3]
- 2019: «Architectures II». Galerie du Marché, Lausanne
- 2019: «Art Brut Swiss Made». Aargauer Kunsthaus, Aarau
- 2019: «Collection de l’Art Brut. Kunst im Verborgenen». Aargauer Kunsthaus, Aarau (Gruppenausstellung)
- 2018: «Art Brut – Swiss made». Museo di Ascona, Ascona (Gruppenausstellung)
- 2015/2016: «Architectures». Collection de l’Art Brut, Lausanne (Gruppenausstellung)
- 2015: «Brut de Brut». Galerie du Marché, Lausanne (Gruppenausstellung)
- 2015: «Die Sammlung Mina und Josef John». Museum im Lagerhaus, St. Gallen (Gruppenausstellung).
- 2015: «Architectures». Galerie du marché, Lausanne (Gruppenausstellung)
- 2011–2012: «Weltensammler. Internationale Aussenseiterkunst der Gegenwart». Kartause Ittingen, Kunstmuseum des Kantons Thurgau / Musée de l’Abbaye Sainte-Croix, Les Sables d’Olonne / LaM – Lille Métropole, musée d’art moderne, d’art contemporain et d’art brut, Villeneuve d’Ascq / Kunsthalle Erfurt, Erfurt (Gruppenausstellung)
- 2008: «3. Jubiläumsausstellung: Art Brut. Die Collection de l’Art Brut trifft das Museum im Lagerhaus / La Collection de l’Art Brut rencontre le Museum im Lagerhaus». Museum im Lagerhaus, St. Gallen (Gruppenausstellung).
- 2007/2008: «Feuer-Welten. ‹Heisse› Bilder aus der Museumssammlung». Museum im Lagerhaus, St. Gallen
- 2007: «Art brut – Art naif». Espace Tajan, Paris (Gruppenausstellung)
- 2007: «Hier möcht ich ewig bleiben können‹I›». Kunsthäuschen, Herrliberg (Gruppenausstellung)
- 2004: «Bunt ist meine Lieblingsfarbe». Kunstmuseum Solothurn, Solothurn (Gruppenausstellung)
- 2003: «Lisières». L'ESPAL, Le Mans (Gruppenausstellung)
- 2003: «Outsider». Galerie am Platz, Eglisau (Gruppenausstellung)
- 2003: «Traum Welt Pferd – das Pferd in der Aussenseiterkunst». Museum im Lagerhaus, St. Gallen (Gruppenausstellung)
- 2002: «Eternity has no door of escape, collection Eternod-Mermod, Lausanne». Galleria Gottardo, Lugano
- 2001: «Solitärer. Sarlingskonst fran Samling Eternod - Mermod». Museum Waldemarsudde, Stockholm.[4]
- 2000: «Solitärer. Sarlingskonst fran Samling Eternod - Mermod». Kunstmuseum Malmö, Malmö[5]
- 2000: Musée de la Création Franche, Bègles  (Einzelausstellung)
- 1999: «Orte – Architekturen – Rätselbilder.» Museum im Lagerhaus, St. Gallen (Gruppenausstellung)
- 1999: Bex (Einzelausstellung)
- 1997: «Art Brut. Unbekannte Bekannte». Ferfanes Works of Art, Zürich (Gruppenausstellung)
- 1997: «collection Eternod-Mermod». Musée de la Création Franche, Bègles (Gruppenausstellung)[6]
- 1996: Museum im Lagerhaus, St. Gallen (Einzelausstellung)
- 1994: «Les Jardniers de la Mém. Bègles», Musée de la Creation Franche, Bègles